# El Norte de Castilla
El Norte de Castilla ("O Norte de Castela") é um jornal diário espanhol com sede em Valladolid. Depois de Faro de Vigo, fundado em 1853, o El Norte de Castilla é um dos jornais diários mais antigos da Espanha, com origem em 1854. A edição principal é publicada em Valladolid, mas são publicadas edições para Palência, Salamanca e Segóvia. O jornal possui um sítio eletrônico em espanhol amplamente acessado e é considerado o periódico mais confiável e influente de Castela.

## História
O jornal foi criado em 1854, quando Mariano Pérez Mínguez e Pascual Pastor criaram El Avisador. Em 1856, este artigo se fundiu com um concorrente local, El Correo de Castilla. El Norte de Castilla foi fundado em abril de 1856 pela fusão desses dois trabalhos; a primeira edição do jornal recém-formado foi publicada em 17 de outubro de 1856. Em 1870, o jornal foi adquirido por Gaviria e Zapatero e vendido em 1893 a César Silió y Cortés e Santiago Alba y Bonifaz, que mais tarde se tornariam Ministros do Presidente. Eles ocuparam os cargos de diretor e gerente, respectivamente. Foi sob a liderança deles que o jornal passou a ter uma publicação diária.
Cortés foi substituído em seu cargo por Antonio Royo Villanova, de quem o atual presidente do conselho, Alejandro Royo-Villanova, é descendente.
De 1958 a 1963, o diretor foi Miguel Delibes, que mais tarde se tornou um dos maiores romancistas da Espanha. Entre os jovens jornalistas que trabalhavam para Delibes, Francisco Umbral começou aqui, partindo para Madri em 1961, onde se tornou escritor, e Manu Leguineche se tornou correspondente de guerra. De 1963 a 1967, a posição de Delibes foi preenchida por Félix Antonio González, um poeta espanhol. Em 1992, a publicação foi integrada ao "Grupo Correo", que mais tarde foi incluído no Grupo Vocento. O ilustrador José Orcajo era cartunista no jornal da época.
Em março de 2014, o presidente do conselho era Alejandro Royo-Villanova e o CEO era Angel de las Heras.
El Norte de Castilla lançou sua edição digital em 1997. Sua página online oferece três serviços principais: serviço de multimídia, interatividade com assinantes via blogs. O sítio está classificado como o 24.055.° mais visitado no mundo e o 703.° mais visitado na Espanha.